# Апокрисис

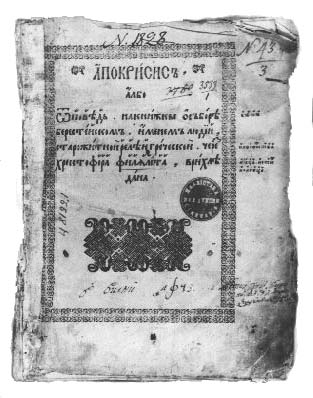
Страница Апокрисиса

«Апокрисис» (греч. άπόκρισις — ответ; полное название: пол. ΑΠΟΚΡΙΣΙΣ, abo odpowiedź na książki o Synodzie Brzeskim imieniem ludzi starożytney religiey Greckiey, przez Christophora Philaletha w porywczą dana, зап.-рус.: АПОКРИСИС, албо отповѣдь на книжкы о Соборѣ Бересейском, именем людей старожитной релѣи Греческой, через Христофора Филярета врихлѣ дана) — антиуниатское полемическое сочинение, написанное Христофором Филалетом в конце XVI века, изданное на польском (1597) и западнорусском (1598) языках.
Книга написана после Брестской унии 1596 года в ответ на книгу «Собор Брестский» Петра Скарги — иезуитского полемика. Автор гневно выступает против коварной политики папства и предательских действий верхушки русского духовенства, предостерегает, что польско-шляхетская политика социального и национально-религиозного угнетения русского народа может вызвать народное восстание. «Апокрисис» пользовался большой популярностью, был толчком к развитию полемической литературы, способствовал подъёму освободительного движения в Речи Посполитой. Антикатолическая направленность «Апокрисиса» вызвала жестокие преследования книги.